# پریرچنی (آدیغیه)
پریرچنی (به لاتین: Prirechny) یک منطقهٔ مسکونی در روسیه است که در آدیغیه واقع شده‌است.